# Roman Sviatoslavitch
Roman Sviatoslavitch dit Roman le Rouge (? - 2 octobre 1079) était l'un des fils de Sviatoslav II. Il fut prince de Tmoutarakan sur la mer d'Azov.
Avec ses frères, Oleg et Boris il participe à la bataille de Nezhatina Niva en 1078. Après la défaite de Tmoutarakan, il conclut une alliance avec les Polovtses et, l'année suivante, s'installe dans la principauté de Pereïaslavl. L'alliance est rompue et Roman tué en 1079 après des négociations avec Vsevolod Ier de Kiev.